# 岡山連隊区
岡山連隊区（おかやまれんたいく）は、大日本帝国陸軍の連隊区の一つ。前身は岡山大隊区である。当初は岡山県の一部、後に同県全域の徴兵・召集等兵事事務を取り扱った。実務は岡山連隊区司令部が執行した。鳥取県の一部を管轄した時期もあった。1898年（明治31年）に廃止となり、1907年（明治40年）に再設置された。1945年（昭和20年）、同域に岡山地区司令部が設けられ、地域防衛体制を担任した。

## 沿革
1888年（明治21年）5月14日、大隊区司令部条例（明治21年勅令第29号）によって岡山大隊区が設けられ、陸軍管区表（明治21年勅令第32号）により岡山県・鳥取県の一部が管轄区域に定められた。第4師管第8旅管に属した。この時、岡山県の残り区域は姫路大隊区・尾ノ道大隊区に属していた。
1896年（明治29年）4月1日、岡山大隊区は連隊区司令部条例（明治29年勅令第56号）によって連隊区に改組され、旅管が廃止となり第10師管に属した。
1898年4月1日、岡山連隊区が廃止され、新たに鳥取連隊区が設置された。
日本陸軍の内地19個師団体制に対応するため陸軍管区表が改正（明治40年9月17日軍令陸第3号）となり、1907年10月1日、岡山連隊区が再設置され、第17師管第33旅管に属した。これと同時に連隊区司令部を尾道市久保町に新設し事務を開始した。
1925年（大正14年）4月6日、日本陸軍の第三次軍備整理に伴い陸軍管区表が改正（大正14年軍令陸第2号）され、同年5月1日、旅管は廃され再び第10師管の所属となり、管轄区域が岡山県全域となった。
1940年（昭和15年）8月1日、岡山連隊区は中部軍管区姫路師管に属することとなった。
1945年2月11日、姫路師管が廃止され、岡山連隊区は中部軍管区広島師管に編入された。同年には作戦と軍政の分離が進められ、軍管区・師管区に司令部が設けられたのに伴い、同年3月24日、連隊区の同域に地区司令部が設けられた。地区司令部の司令官以下要員は連隊区司令部人員の兼任である。同年4月1日、広島師管は広島師管区と改称された。同年6月12日、広島師管区は中国軍管区に改組された。

## 管轄区域の変遷
1888年5月14日、陸軍管区表（明治21年勅令第32号）が制定され、岡山大隊区の管轄区域が次のとおり定められた。
- 岡山県

岡山区・児島郡・御野郡・上道郡・津高郡・赤坂郡・磐梨郡・邑久郡・和気郡・真島郡・勝南郡・勝北郡・東北条郡・東南条郡・西北条郡・西西条郡・大庭郡・久米北条郡・久米南条郡
- 鳥取県

河村郡・久米郡・八橋郡・汗入郡・会見郡・日野郡
1896年4月1日、連隊区へ改組された際に管轄区域の岡山区が岡山市に変更された。さらに、郡制施行による郡の統廃合により陸軍管区表が改正され、1897年4月1日に、管轄区域の鳥取県河村郡・久米郡・八橋郡を東伯郡に、汗入郡・会見郡を西伯郡に変更した。変更後の管轄区域は以下のとおり。
- 岡山県

※変更なし
- 鳥取県

東伯郡・西伯郡・日野郡
1898年4月1日、岡山連隊区が廃止され、新たに鳥取連隊区が設置された。旧管轄区域は二分割され、鳥取県区域を鳥取連隊区へ、岡山県区域は岡山市・児島郡・御野郡・上道郡・津高郡・赤坂郡・磐梨郡・邑久郡・和気郡を姫路連隊区へ、それ以外を鳥取連隊区へ移管した。
1907年10月1日、岡山連隊区が再設置され、管轄区域が陸軍管区表（明治40年9月17日軍令陸第3号）により次のとおり定められた。姫路連隊区から岡山市・上道郡・赤磐郡・御津郡・児島郡を、福山連隊区から上房郡・小田郡・吉備郡・都窪郡・川上郡・浅口郡・後月郡を編入して管轄区域を形成した。
- 岡山県

岡山市・上道郡・赤磐郡・御津郡・上房郡・小田郡・吉備郡・都窪郡・児島郡・川上郡・浅口郡・後月郡
1915年（大正4年）9月13日、鳥取連隊区から岡山県久米郡を編入した。
1920年（大正9年）8月10日、管轄区域が変更され、鳥取連隊区から苫田郡・勝田郡・真庭郡を編入し、福山連隊区へ小田郡・浅口郡・後月郡を移管した。変更後の管轄区域は次のとおり。
- 岡山県

岡山市・上道郡・赤磐郡・苫田郡・勝田郡・真庭郡・久米郡・御津郡・上房郡・吉備郡・都窪郡・児島郡・川上郡
1925年5月1日、陸軍管区表の改正に伴い、姫路連隊区から英田郡・和気郡・邑久郡を、福山連隊区から小田郡・浅口郡・後月郡を、松江連隊区から阿哲郡を編入して管轄区域は岡山県全域となり、廃止されるまで変更されなかった。

## 司令官
岡山大隊区
- （心得）藤村正彦 歩兵大尉：1888年5月14日 -

岡山連隊区（第二次）
- 副島以辰 歩兵中佐：1907年10月3日 - 1912年9月28日
- 許斐良太郎 歩兵中佐：1912年9月28日 - 1913年8月22日
- 山下五三郎 歩兵中佐：1913年8月22日 - 1916年8月18日
- 水野降禄 歩兵大佐：1916年8月18日 - 1918年7月24日[15]
- 石原周信 歩兵中佐：1918年7月24日[15] - 1921年7月20日[16]
- 長尾良弼 歩兵中佐：1921年7月20日[16] - 1923年8月6日[17]
- 三雲満若丸 歩兵大佐：1923年8月6日[17] -
- 三輪俊雄 歩兵大佐：不詳 - 1928年8月10日[18]
- 本川省三 歩兵大佐：1928年8月10日[18] -
- 砂川泰 歩兵大佐：1934年8月1日 - 1936年8月1日[19]
- 遠藤春山 歩兵大佐：1936年8月1日 - 1939年3月9日[20]
- 小松二郎 予備役陸軍少将：1941年3月1日[21] -
- 古思了 予備役陸軍少将：1941年12月1日[22] -
- 三宅貞彦 陸軍少将：1944年3月1日[23] -

岡山連隊区兼岡山地区司令官
- 河村董 予備役陸軍中将：1945年3月31日[24] -

岡山連隊区
- 立古睦吉 陸軍少将：1945年10月18日[25] -